# خوشهنغام (غهرة)
خوشهنغام (بالفارسية: خوش‌هنگام) هي قرية تقع في إيران في قسم غهرة الريفي.